# Hypogastrura reticulata
Hypogastrura reticulata är en urinsektsart som beskrevs av Börner 1909. Hypogastrura reticulata ingår i släktet Hypogastrura och familjen Hypogastruridae. Inga underarter finns listade i Catalogue of Life.